# Martell alcista
Un Martell alcista (en anglès: Bullish hammer) és un gràfic d'espelmes format per una única espelma i indica un possible final de tendència baixista; rep aquesta denominació perquè l'espelma té una forma similar a la d'un martell. El martell alcista té similituds amb la Libèl·lula alcista. Malgrat que és un patró poc fiable, és una de les espelmes més populars per seva facilitat d'identificació a primer cop d'ull.

## Criteri de reconeixement
1. . La tendència prèvia del mercat ha de ser baixista.
2. . El següent dia de negociació s'obre amb gap baixista
3. . Es forma el martell. El color del cos del martell no és rellevant.
4. . L'ombra de l'espelma martell ha de ser, com a mínim, el doble que el cos de l'espelma.
5. . No hi ha (o és ínfima) ombra superior.

## Explicació
La tendència del mercat era baixista, i en l'obertura del nou dia de negociació es produeix un gap baixista. La tendència baixista continua fins que en un nivell de resistència es produeix un gir alcista. Les posicions baixistes es tanquen ràpidament i són superades per les alcistes que remunten tota la llarga baixada i acaben la jornada tancant a prop de l'oberta (cos negre) o inclús superant el preu d'obertura (cos blanc). Els bulls han vençut els bears i les posicions baixistes han quedat, aparentment, debilitades.

## Factors importants
El canvi de tendència no es confirmarà fins al següent dia de negociació; les condicions de confirmació són un gran gap alcista i un tancament superior a l'obertura (cos blanc). Tot i així la confiança d'aquest patró és baixa i es recomana acompanyar el senyal amb altres confirmacions dels indicadors tècnics o gràfics com ara un trencament de línia de tendència. La seva utilitat intrínseca és la identificació d'un suport on la demanda estava amagada.
.